# Hercule cucerește Atlantida

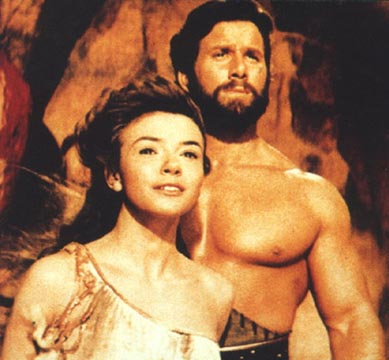
Laura Efrikian și Reg Park în Hercule cucerește Atlantida

Hercule cucerește Atlantida (italiană: Ercole alla conquista di Atlantide, engleză (titlu internațional): Hercules and the Conquest of Atlantis) este un film peplum italo-francez din 1961. Regizor a fost Vittorio Cottafavi, iar în rolurile principale au jucat actorii Reg Park (Hercule) și Fay Spain (regina Antinea din Atlantida). În SUA filmul a purtat numele „Hercules and the Captive Women”.

## Prezentare
Este bazat pe romanul Atlantida al scriitorului francez Pierre Benoit. Regina Antinea îl prinde pe Hercules și pe tovarășul său Androcles și îi întemnițează în palatul ei subteran căptușit cu roșu. Androcles preia rolul lui Saint-Avit și încearcă să-l ucidă pe Hercule, care (nesurprinzător) este capabil să reziste vicleniei Antineei și în cele din urmă rezolvă situația. 
Filmul încorporează o temă anti-nucleară și a fost lăudat de critici drept unul dintre cele mai bune filme peplum.

## Distribuție
- Reg Park - Ercole (Hercule)
- Fay Spain - regina Antinea din Atlantida
- Ettore Manni - Androclo, regele Tebei
- Luciano Marin - Illo
- Laura Efrikian - Ismene
- Enrico Maria Salerno - regele Megarei
- Ivo Garrani - regele Megaliei
- Gian Maria Volonté - regele Spartei
- Mimmo Palmara - Astor
- Mario Petri - Zenith, preotul lui Uranus
- Mino Doro - Oraclo
- Salvatore Furnari - Timoteo
- Alessandro Sperli
- Mario Valdemarin - Gabor
- Luciana Angiolillo - Deianira
- Maurizio Coffarelli - Proteus the Monster
- Nicola Sperli - Dyanaris
- Leon Selznick - Narrator of the U.S. Version
- Nazzareno Zamperla - Man in Tavern Fight (nemenționat)